# Egnasia mopsa
Egnasia mopsa là một loài bướm đêm trong họ Noctuidae.